# Manorina melanotis
Manorina melanotis là một loài chim trong họ Meliphagidae.